# Damien Fleury
Damien Fleury (ur. 1 lutego 1986 w Caen) – francuski hokeista, reprezentant Francji.

## Kariera
- HC Caen (2003-2004)
- HC Caen (2003-2006)
- Villard-de-Lans U22 (2006-2007)
- Villard-de-Lans (2006-2007)
- Grenoble U22 (2007)
- Brûleurs de Loups de Grenoble (2007-2009)
- Västerås (2010-2011)
- Luleå (2011)
- Timrå (2011-2012)
- Södertälje (2012-2013)
- Lausanne HC (2013-2014)
- Sport (2014-2015)
- Djurgården (2015)
- Schwenninger Wild Wings (2015-2016)
- Kunlun Red Star (2016-2017)
- Lukko (2017)
- Schwenninger Wild Wings (2017-2018)
- Brûleurs de Loups de Grenoble (2018-)

Wychowanek klubu w rodzinnym mieście. Od 2006 do 2010 występował w rodzimych rozgrywkach Ligue Magnus. Od kwietnia 2010 zawodnik szwedzkiego klubu Västerås w lidze Allsvenskan. W sezonie Elitserien (2011/2012) grał w dwóch szwedzkich klubach, wpierw w Luleå HF, następnie od listopada 2011 w Timrå IK. Od maja 2012 zawodnik Södertälje SK ponownie w lidze Allsvenskan. W grudniu 2013 został zawodnikiem szwajcarskiej drużyny Lausanne HC w lidze National League A w rozgrywkach. Pod koniec kwietnia 2014 został graczem fińskiego zespołu Sport w lidze Mestis, skąd w styczniu 2015 przeszedł do szwedzkiego klubu Djurgårdens IF w trakcie sezonu Svenska hockeyligan (2014/2015). Od kwietnia 2015 związany kontraktem z niemieckim klubem w lidze DEL. Od lipca 2016 zawodnik chińskiego klubu Kunlun Red Star, beniaminka w lidze KHL. Od sierpnia do końca października 2017 zawodnik fińskiego klubu Lukko. Wówczas został ponownie zawodnikiem Schwenninger Wild Wings. Po sezonie 2017/2018 odszedł z klubu. W maju 2018 został zawodnikiem Grenoble, gdzie w maju 2019 i w maju 2020 przedłużał kontrakt o rok.
W barwach Francji uczestniczył w turniejach mistrzostw świata w 2009, 2011, 2012, 2013, 2014, 2015, 2016, 2017, 2018, 2019, 2022 (Elita).

## Sukcesy
Klubowe
- Złoty medal mistrzostw Francji: 2007, 2009, 2019 z Grenoble
- Puchar Francji: 2008, 2009 z Grenoble
- Puchar Ligi: 2009 z Grenoble
- Złoty medal mistrzostw Francji: 2022 z Brûleurs de Loups

Indywidualne
- Ligue Magnus 2005/2006:
  - Nagroda Jean-Pierre Graffa dla najlepszego młodego zawodnika sezonu
- Ligue Magnus 2008/2009:
  - Skład gwiazd
- Ligue Magnus 2009/2010:
  - Trofeum Alberta Hasslera – najlepszy francuski zawodnik sezonu
  - Skład gwiazd
- Allsvenskan 2012/2013:
  - Pierwsze miejsce w klasyfikacji strzelców w sezonie zasadniczym: 29 goli
- Mistrzostwa Świata w Hokeju na Lodzie 2013/Elita:
  - Jeden z trzech najlepszych zawodników reprezentacji na turnieju
- Mistrzostwa Świata w Hokeju na Lodzie 2015/Elita:
  - Jeden z trzech najlepszych zawodników reprezentacji na turnieju[16]
- Mistrzostwa Świata w Hokeju na Lodzie 2018/Elita:
  - Jeden z trzech najlepszych zawodników reprezentacji w turnieju[17]
- Mistrzostwa Świata w Hokeju na Lodzie 2019/Elita:
  - Jeden z trzech najlepszych zawodników reprezentacji w turnieju
- Ligue Magnus (2019/2020):
  - Trofeum Alberta Hasslera dla najlepszego gracza sezonu
- Mistrzostwa Świata w Hokeju na Lodzie 2019/Elita:
  - Jeden z trzech najlepszych zawodników reprezentacji w turnieju[18]